# Васил Иванов (Неред)
Вижте пояснителната страница за други личности с името Васил Иванов.
Васил Стойчев Иванов е български революционер и учител от Македония и автор на книгата „Отрѣзаната глава 9 юлий 1913 г.“, описваща смъртта на Васил Чекаларов и съдбата на четниците му.

## Биография
Васил Иванов е роден в 1890 година българското село Неред, тогава в Османската империя, днес Полипотамо, Гърция. Баща му, Иван Стойчев - Фудуло, е организатор на ВМОРО в селото, лежал в османски затвори, починал като бежанец в България. Тримата му братя загиват в борба срещу гръцки андарти или гръцката власт. От 1908-1909 година е учител в Любетино, Леринско. Потърсен от османските власти, бяга в САЩ. Завръща се в България през 1912 година, за да се включи в Балканската война. На 28 април 1913 година е заловен от гръцките власти с български вестници, които разпространява из Костурско и е интерниран на остров Крит, но заедно с други българи и албанци успява да избяга.
Включва се в Македоно-одринското опълчение и участва в Междусъюзническата война като четник при войводата от костурско Васил Чекаларов в Сборната партизанска рота на МОО. След смъртта на Чекаларов Иванов е заловен от гърците между селата Дреновени и Бабчор. Арестуван е и с още 25 опълченци прекарва 7 месеца в затвора Еди куле. След това през февруари 1914 година опълчениците са преместени в затвора в Атина при нечовешки условия. През това време българската общественост научава за съдбата им и архитект Никола Юруков от Костурско прави постъпки пред българското правителство и гръцкото консулство за освобождаването им, но Гърция отрича да държи в затворите си такива хора. В отговор българското правителство задържа 46 гърци като пленници и отговаря на Гърция, че ще ги освободи, когато Гърция освободи опълченците заедно с Васил Иванов. По този начин Иванов и другите опълченци са помилвани с указ от 1 април 1914 година и са освободени на следващия ден.